# Wititi
Le Wititi est une danse traditionnelle péruvienne, emblème d’une identité culturelle du district de Tapay, province de Caylloma, région d'Arequipa au sud du pays. Elle est répandue et pratiquée lors des festivités de nombreux villages du Colca Canyon. Il s'agit d'une danse humoristique, carnavalesque, et surtout très érotique et romantique, où l'homme s'habille en femme pour conquérir l'être cher. Par ailleurs l'expression Witi Witi en quechua méridional signifie « faire l'amour ». Cette procession amoureuse se déroule en décembre à l'occasion de la fête de l'Immaculée Conception. 
La danse des Wititis est caractérisée par deux types d'accompagnement musical, en fonction de la fête et du moment où la fête se tient: avec un orchestre (trompettes, saxophones, caisse claire, cymbales, etc.) soit un autre, avec des instruments typiques des Andes (quena, tinyas, pinkullo, tambours, etc.). 
Les femmes conservent la tradition andine de porter des vêtements brillants et des chapeaux andins pendant que les hommes s'habillent en vêtements féminins. En effet, d'après la légende, Witite, un noble de Cuzco se travestit, car il voulait épouser la fille d'un chef de clan local. Pour pouvoir approcher les nobles dames, lui et ses suivants durent se déguiser en femmes et, par ce moyen, essayer de les conquérir.
Une autre version raconte que l'utilisation de la jupe pour l'homme était une tactique de défense contre l'attaque d'ennemis étrangers, de sorte que la danse de Wititi est également une représentation de la force et du caractère féroce de la population locale.
Cette manifestation culturelle est inscrite sur la liste représentative du patrimoine culturel immatériel de l'humanité de l'Unesco en 2015,.